# گرابووو (شهرستان گنگزنو)
گرابووو (به لهستانی:  Grabowo) یک روستا در لهستان است که در گمینا تژمشنو واقع شده‌است.